# Olios sexpunctatus
Olios sexpunctatus là một loài nhện trong họ Sparassidae.
Loài này thuộc chi Olios. Olios sexpunctatus được Lodovico di Caporiacco miêu tả năm 1947.